# Evgeniy Gerganov
Evgeniy Balev Gerganov (em búlgaro:  Евгени Балев Герганов, nascido em 1 de outubro de 1975) é um ciclista profissional olímpico búlgaro. Representou sua nação nos Jogos Olímpicos de Verão de 2008, na prova de corrida individual em estrada.